# جامعة هلسنكي
جامعة هلسنكي (بالفنلندية: Helsingin yliopisto، بالسويدية: Helsingfors universitet، لاتينية: Universitatis Helsingiensis) هي أكبر جامعة في فنلندا، تقع في العاصمة هلسينكي منذ عام 1829، لكنها تأسست في مدينة توركو عام 1640 تحت اسم أكاديمية توركو الملكية والتي كانت جزءاً من الإمبراطورية السويدية في ذلك الحين. هذه الجامعة هي أقدم وأكبر جامعة في فنلندا، ويبلغ عدد الطلاب المنتسبين فيها حاليا 38,000 طالب تقريبا (بالرغم من أن العديد منهم ليسوا متفرغين كلياً بالمعنى التقليدي) ملتحقين حالياً ببرامج دراسية عبر 11 كلية و 11 معهد بحثي، منهم حوالي 5,500 طلاب دراسات عليا.
اعتباراً من 1 أغسطس 2005، أصبحت الجامعة تتفق مع معايير برنامج بولون المنتشر أوروبياً وتقدم درجات البكالوريوس والليسانس والماجستير والدكتوراة.
الالتحاق بالجامعة غالباً ما يقرر بامتحانات القبول في حالة درجات البكالوريوس، وبنتائج الدرجات السابقة في حالة الماجستير والدراسات العليا. الجامعة على وجه الخصوص انتقائية فيما يتعلق بالقبول لديها (15% من المتقدمين سنوياً هم الذين يتم قبولهم).
الجامعة ثنائية اللغة، حيث يتم التدريس بالفنلندية والسويدية على حد السواء. كما يتم التدريس بالإنجليزية على نطاق واسع بالجامعة في درجات الليسانس والماجستير والدكتوراة، مما يجعلها ثالث لغة يُدرس بها في الجامعة.
تمسكاً بقيم ومبادئ فريدريك همبولت القوية، فإن جامعة هلسنكي تضع تركيزاً ثقيلاً على جودة التدريس العالية والبحث العلمي الهائل على الصعيد الدولي. وهي عضو في العديد من الشبكات الجامعية العالمية البارزة مثل Europaeum وUNICA وشبكة أوتريخت وعضو مؤسس في رابطة الجامعات البحثية الأوروبية، وبالتالي فإن تقديرات الجامعة تضعها في مصاف الطبقة العليا جداً من جامعات أوروبا.

## تاريخ الجامعة

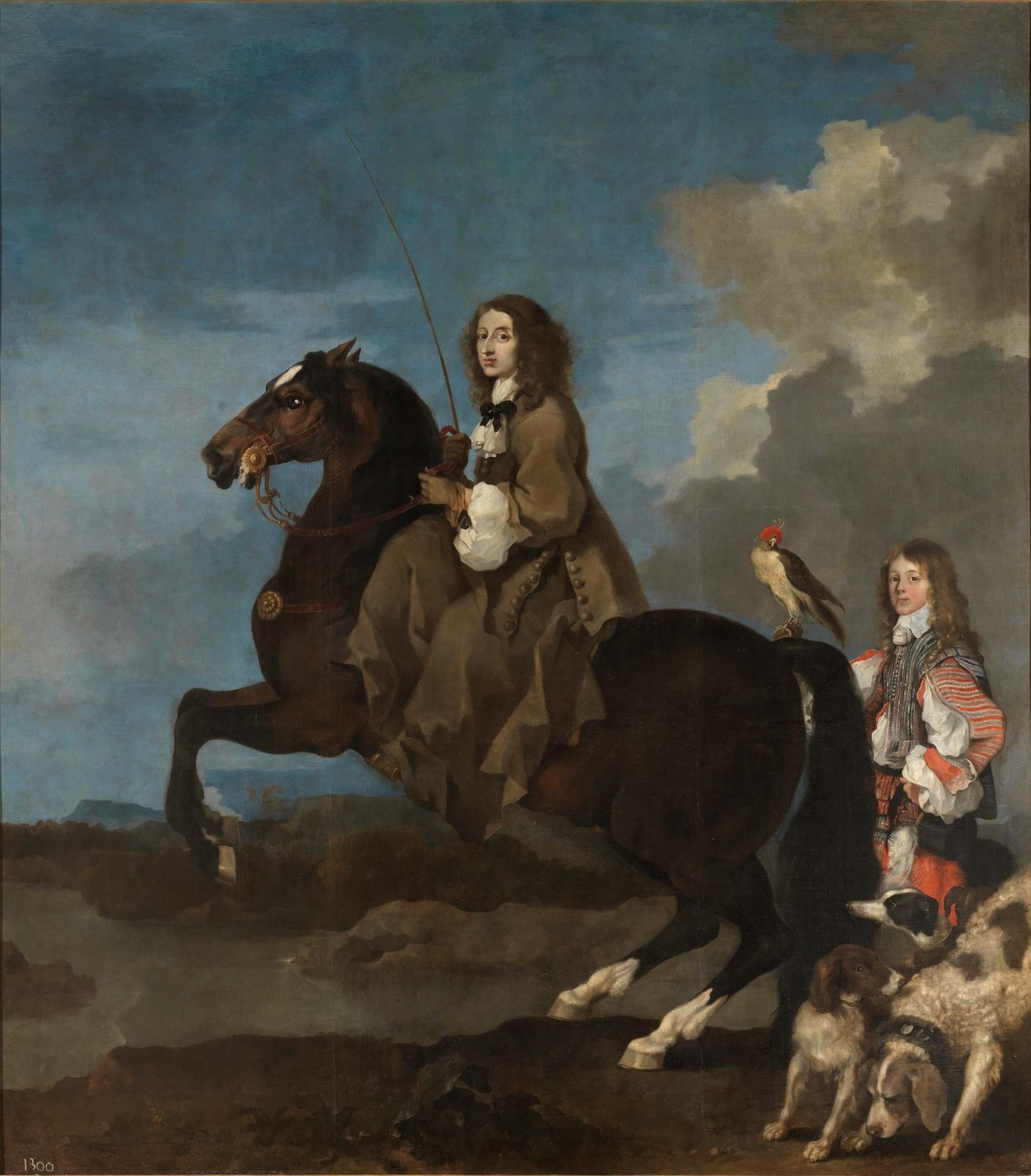
كرستينا ملكة السويد، مؤسسة الجامعة

تأسست الجامعة على يد كرستينا ملكة السويد (1626-1689) في توركو وعرفت باسم أكاديمية توركو الملكية وكانت هي الجامعة الثالثة التي شيدت في الإمبراطورية السويدية بعد جامعة أوبسالا وأكاديمية جوستافوس في تارتو.
الحقبة الثانية من تاريخ الجامعة تغطي الفترة حين كانت فنلندا هي الدوقية الكبرى للإمبراطورية الروسية، من 1809 حتى 1917. حينما صارت فنلندا جزءاً من الإمبراطورية الروسية في عام 1809، قام ألكسندر الأول بتوسيع الجامعة وتخصيص مبالغ كبرى لذلك الغرض.
بعد الحريق العظيم لتوركو عام 1827، انتقل التعليم العالي بالبلاد إلى هلسنكي، القلب الإداري الجديد للدوقية الكبرى، في عام 1828، وأُعيد تسمية الجامعة إلى جامعة الإمبراطور ألكسندر بفنلندا تكريماً لآخر المتبرعين بالجامعة. بينما في العاصمة كان الهدف الرئيسي من الجامعة هو تثقيف موظفي الخدمة المدنية للدوقية الكبرى.
أصبحت الجامعة مجتمعاً يؤمن بفلسفة فيلهلم فون همبولت الجديدة عن الثقافة والعلم، دراسة البشرية وبيئتها المعيشية باستخدام الأساليب العلمية. النظام الجديد للجامعة الذي سُن عام 1828، حدد مهمة الجامعة في تعزيز تطوير «العلوم والإنسانيات في فنلندا، وعلاوة على ذلك، توظيف الشباب لخدمة القيصر والوطن».
كانت جامعة ألكسندر مركزاً للحياة الوطنية التي عززت ولادة دولة فنلندية مستقلة، والرقي بالهوية الفنلندية. رجال القرن التاسع عشر العظماء في فنلندا، أمثال يوهان فيلهلم سنلمان ويوهان لودفيغ رونيبيرغ وإلياس لونروت وزاشريس توبليوس، كانوا جميعاً منخرطين في أنشطة الجامعة. أصبحت الجامعة مركزاً رئيسياً للثقافة والسياسة والقانون في فنلندا القرن التاسع عشر، كما أصبحت معقلاَ ملحوظاً للحركات القومية والليبرالية الثقافية والأحزاب السياسية والمنظمات الطلابية.

## وصلات خارجية
- الموقع الرسمي.
- صور لجميع مباني الجامعة تقريباً وقاعات المحاضرات.
- موقع مدينة هلنسكي الذي شيدته الجامعة بالتعاون مع المدينة.